# Palazzo Marina
Palazzo Marina è un edificio storico di Roma in stile Eclettico e Neobarocco, opera dell'architetto Giulio Magni (nipote di Giuseppe Valadier), che sorge sul lungotevere delle Navi. Fu sede del Ministero della marina, e oggi dello Stato maggiore della Marina Militare.

## Descrizione
Il progetto, iniziato nel 1912 e inaugurato il 28 ottobre 1928, attinge al Liberty romano, con decisa impronta di "michelangiolismo eclettico" con assonanze proprie del "barocchetto. Il palazzo si estende per un'area complessiva di 31.000 m² di cui 11.500 coperti e 4.580 a cortili e giardini. Alto 28 e lungo 142 metri, 6 piani e sotto tetto per l'allocazione di circa 750 ambienti/uffici.
Sede di numerosi uffici e della biblioteca centrale della Marina Militare, l'edificio, realizzato in mattoni e travertino con numerosi bassorilievi, sculture, decorazioni e vetrate che rimandano al mare, al suo ingresso principale lungo il fiume Tevere è circondato di palme ed è decorato con le ancore delle corazzate della imperiale e regia Marina austroungarica Tegetthoff (a sinistra) e Viribus Unitis (a destra).
Palazzo Marina fu utilizzato come set per delle scene del film di Orson Welles Il Processo, tratto dal libro Il processo di Franz Kafka.

### Interni

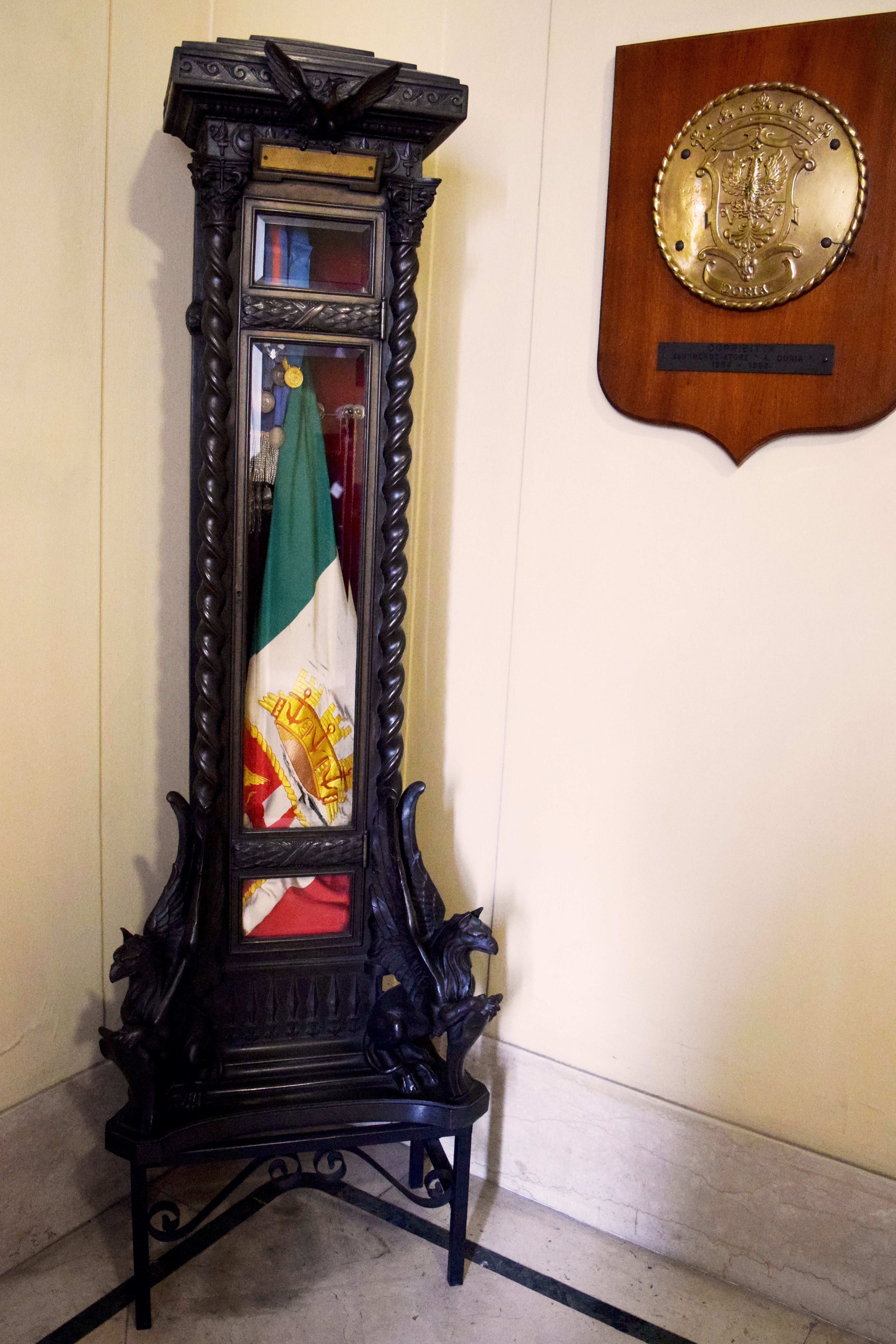
Copribitta dell'incrociatore Andrea Doria

Gli interni si aprono con uno scalone d'onore, seguono il salone dei Marmi (già sala del Ministro), l'ampio cortile interno con le palme, i lunghi corridoi con i modellini delle navi (dal veliero Amerigo Vespucci alla portaerei Garibaldi), ritratti, statue, busti e cimeli di navi italiane. Vi è anche una biblioteca che custodisce oltre 50.000 volumi.
Nel marzo 2018, in occasione della ricorrenza del centenario della fine della prima guerra mondiale, nel palazzo è stata inaugurata la sala intitolata al grande ammiraglio e duca del mare Paolo Thaon di Revel. Nella sala, arredata utilizzando mobili effettivamente in uso all'ammiraglio oltre ai numerosi cimeli, è esposto un dipinto olio su tela del pittore Giuseppe Frascaroli, che lo ritrae a mezzo busto.